# Norwalk Agreement
Das Norwalk Agreement ist ein 2002 unterzeichnetes Memorandum of Understanding zwischen dem FASB (verantwortlich für US-GAAP) und dem IASB (verantwortlich für die IFRS) zur Konvergenz der beiden Rechnungslegungsstandards. Es wurde nach dem Unterzeichnungsort Norwalk, dem Sitz des FASB, benannt. Aufbauend auf dieser Vereinbarung und weiteren Memorandums of Understanding wurden die Rechnungslegungsstandards aneinander angenähert. Ziel ist ein einziger qualitativ hochwertiger Rechnungslegungsstandard. Aufgrund der bereits erreichten Fortschritte beschloss die SEC 2007, dass ausländische Firmen, die einen IFRS-Abschluss veröffentlichen, keine Überleitungsrechnung (reconciliation) mehr auf US-GAAP machen müssen. Ab 2014 sollen auch US-Emittenten IFRS benutzen dürfen.